# Make Mine Music
Make Mine Music – amerykański film animowany z 1946 roku wyprodukowany przez wytwórnię Walta Disneya.
Serwis Rotten Tomatoes przyznał mu wynik 80%.
W Polsce tylko część segmentów miała premierę w latach 1996-1997 w ramach emisji telewizyjnej Myszki Miki i przyjaciół oraz w 2007 roku w ramach emisji telewizyjnej Kaczor Donald przedstawia. 

## Obsada
- The King’s Men – śpiew (głos, The Martins and the Coys)
- Ken Darby Chorus – śpiew (głos Blue Bayou)
- The Pied Pipers – śpiew (głos, All the Cats Join In)
- Andy Russell – śpiew (głos, Without You)
- Jerry Colonna – 
  - Narrator (głos, Casey at the Bat),
  - wszystkie postacie (głos, Casey at the Bat)
- Dinah Shore – śpiew (Two Silhouettes)
- Tania Riabouchinskaya – tancerka (Two Silhouettes)
- David Lichine – tancerz (Two Silhouettes)
- Sterling Holloway – Narrator (głos, Peter and the Wolf)
- Benny Goodman – wykonanie utworu (After You’ve Gone)
- The Goodman Quartet – wykonanie utworu (After You’ve Gone)
- The Andrews Sisters – śpiew (głos, Johnny Fedora and Alice Bluebonnet)
- Nelson Eddy – 
  - Narrator (głos, The Whale Who Wanted to Sing at the Met),
  - wszystkie postacie (głos, The Whale Who Wanted to Sing at the Met)

## Wersja polska
Opracowanie wersji polskiej:
- Start International Polska (O rodzinach Martinów i Coyów, Błękitna ballada, Kiedy wejdzie Casey?, Opowieść o miłości kapelusza i modrego czepeczka),
- Studio Sonica (Piotruś i wilk)

Reżyseria:
- Dobrosława Bałazy (O rodzinach Martinów i Coyów, Błękitna ballada, Kiedy wejdzie Casey?, Opowieść o miłości kapelusza i modrego czepeczka),
- Joanna Wizmur (Piotruś i wilk)

Dialogi polskie:
- Krystyna Skibińska-Subocz (O rodzinach Martinów i Coyów, Błękitna ballada, Opowieść o miłości kapelusza i modrego czepeczka),
- Joanna Serafińska (Kiedy wejdzie Casey?)
- Joanna Serafińska (Kiedy wejdzie Casey?)

Teksty piosenek: Marek Robaczewski

Kierownictwo muzyczne:
- Mirosław Janowski (odc. Błękitna ballada, Kiedy wejdzie Casey?)
- Marek Klimczuk (O rodzinach Martinów i Coyów, Opowieść o miłości kapelusza i modrego czepeczka)

Dźwięk i montaż:
- Elżbieta Chojnowska (O rodzinach Martinów i Coyów, Błękitna ballada, Opowieść o miłości kapelusza i modrego czepeczka),
- Janusz Tokarzewski ( Kiedy wejdzie Casey?)

Kierownictwo produkcji:
- Elżbieta Araszkiewicz(inne języki) (O rodzinach Martinów i Coyów, Błękitna ballada, Kiedy wejdzie Casey?, Opowieść o miłości kapelusza i modrego czepeczka),
- Alicja Jaśkiewicz (Piotruś i wilk),
- Paweł Araszkiewicz (Piotruś i wilk)

Udział wzięli:
- Andrzej Piszczatowski – Narrator (Kiedy wejdzie Casey?)
- Olga Bończyk – śpiew (Opowieść o miłości kapelusza i modrego czepeczka)
- Anna Maria Jopek – śpiew (Opowieść o miłości kapelusza i modrego czepeczka)
- Jacek Bończyk – śpiew (Opowieść o miłości kapelusza i modrego czepeczka)

Lektor:
- Tadeusz Borowski (O rodzinach Martinów i Coyów, Błękitna ballada, Kiedy wejdzie Casey?, Opowieść o miłości kapelusza i modrego czepeczka),
- Piotr Makowski (Piotruś i wilk)

## Cenzura
W amerykańskim wydaniu filmu na DVD usunięto segment The Martins and the Coys z powodu zawartej tam przemocy z udziałem broni palnej. W związku z tym cyfrowo wymazano imię King’s Men z ocenzurowanej wersji. W segmencie All the Cats Join In ocenzurowano kawałek biustu kąpiącej się nastolatki.
Obecnie jest to jedyny film Walt Disney Animation Studios, który nie został udostępniony na serwisie Disney+.